# Edna Lopes
Edna Márcia Lopes (Curitiba, 23 de setembro de 1962) é uma ilustradora, desenhista, quadrinista e compositora brasileira.
Casou-se em 1990 com o cantor Ed Motta, com quem passou a trabalhar, inicialmente criando as capas de seus álbuns, a partir de Entre e Ouça (1992). Em 2010, os dois assinaram juntos as letras de 11 das 12 faixas do CD Piquenique.
Paralelamente ao trabalho como designer, dedicou-se aos quadrinhos por influência de Ed, um colecionador, principalmente de quadrinhos franco-belgas. Lançou em 2004 a graphic novel Amana ao Deus Dará (Casa da Palavra), a história de uma garota que viaja pelo Brasil procurando os pais que não conheceu. Em 2013 começou a publicação da webcomic de ficção científica As Aventuras de Qüeby e Saepius.